# Bob vid olympiska vinterspelen

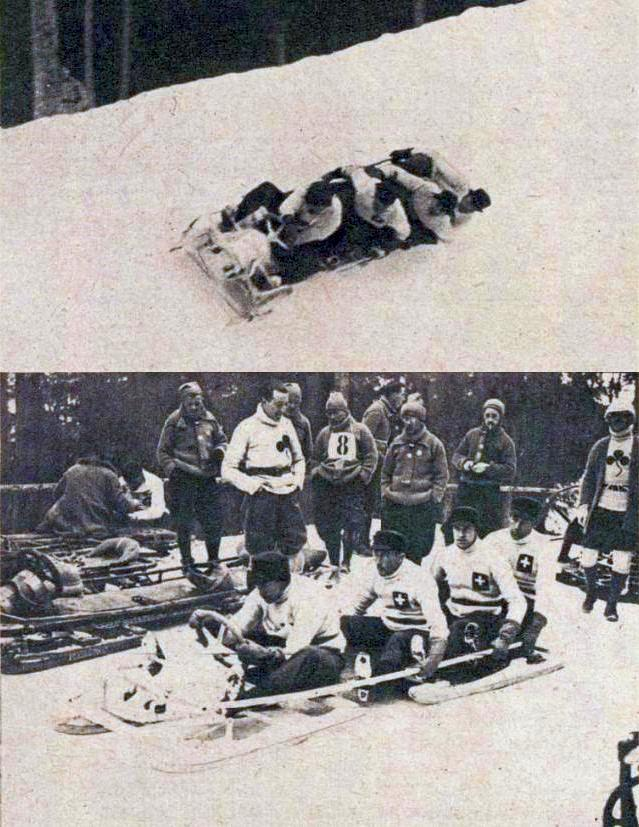
Det schweiziska laget vid vinterspelen 1924 i Chamonix.

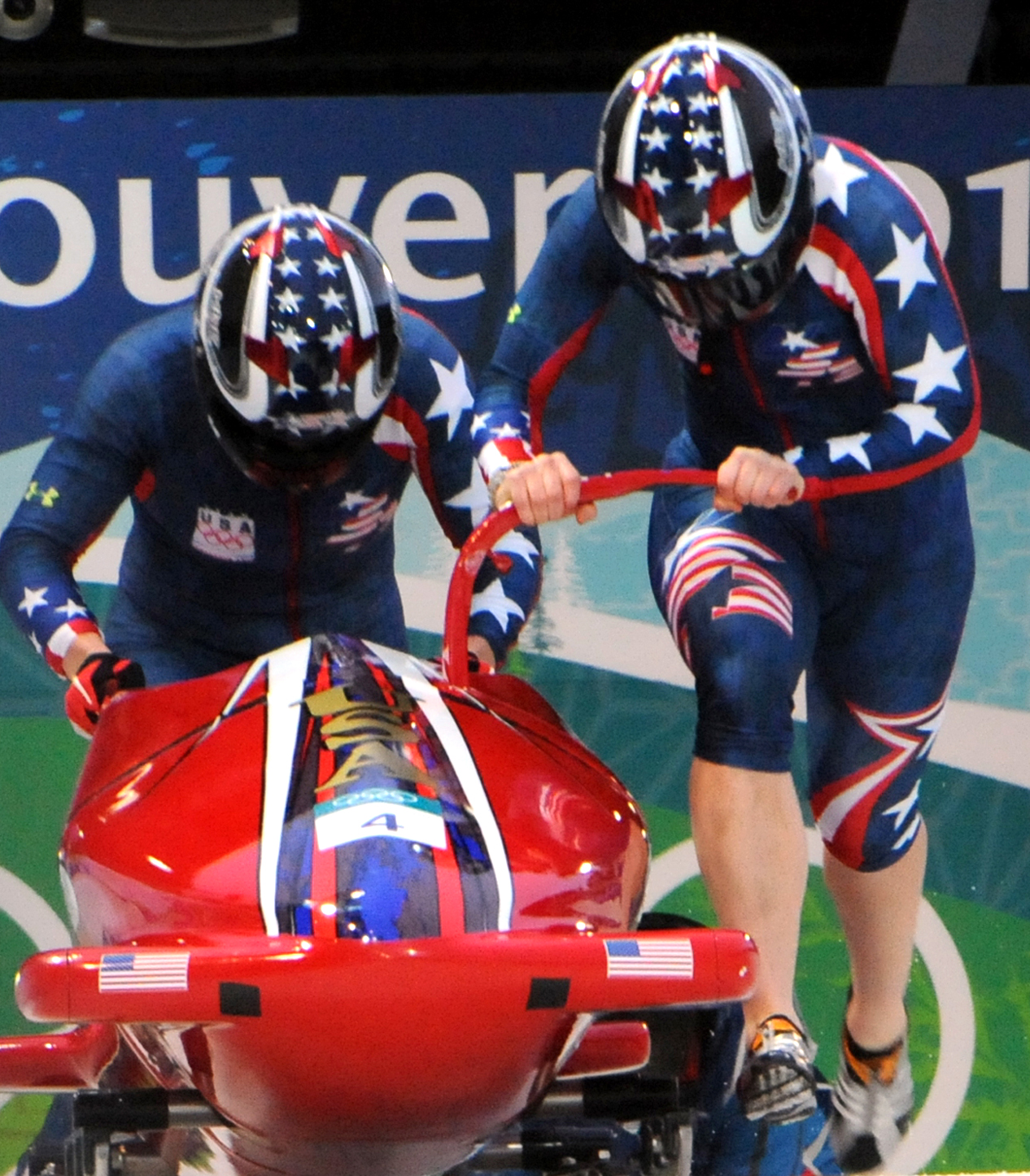
USA:s förstalag i damernas tvåmanna vid spelen i Sotji 2014.

Bob har varit en olympisk medaljsport sedan det första olympiska vinterspelet 1924 och samtliga spel därefter, med undantag för spelen 1960 i Squaw Valley då arrangörerna inte ville bygga någon anläggning eftersom de inte hade tillräckliga resurser. Fyrmanna har varit med samtliga gånger då sporten varit med, tvåmanna för herrar sedan 1932 och tvåmanna för damer sedan 2002.

## Grenar
| Gren            | 24 | 28 | 32 | 36 | 48 | 52 | 56 | 60 | 64 | 68 | 72 | 76 | 80 | 84 | 88 | 92 | 94 | 98 | 02 | 06 | 10 | 14 | 18 | År |
| --------------- | -- | -- | -- | -- | -- | -- | -- | -- | -- | -- | -- | -- | -- | -- | -- | -- | -- | -- | -- | -- | -- | -- | -- | -- |
| Fyrmanna herrar | •  | •  | •  | •  | •  | •  | •  |    | •  | •  | •  | •  | •  | •  | •  | •  | •  | •  | •  | •  | •  | •  | •  | 22 |
| Tvåmanna herrar |    |    | •  | •  | •  | •  | •  |    | •  | •  | •  | •  | •  | •  | •  | •  | •  | •  | •  | •  | •  | •  | •  | 20 |
| Tvåmanna damer  |    |    |    |    |    |    |    |    |    |    |    |    |    |    |    |    |    |    | •  | •  | •  | •  | •  | 5  |

## Medaljfördelning
| Pl.    | Nation         | Guld | Silver | Brons | Totalt |
| ------ | -------------- | ---- | ------ | ----- | ------ |
| 1      | Tyskland       | 13   | 6      | 6     | 25     |
| 2      | Schweiz        | 9    | 11     | 11    | 31     |
| 3      | USA            | 7    | 8      | 10    | 25     |
| 4      | Östtyskland    | 5    | 5      | 3     | 13     |
| 5      | Kanada         | 5    | 2      | 2     | 9      |
| 6      | Italien        | 4    | 4      | 4     | 12     |
| 7      | Västtyskland   | 1    | 3      | 2     | 6      |
| 8      | Österrike      | 1    | 2      | 0     | 3      |
| 9      | Storbritannien | 1    | 1      | 2     | 4      |
| 10     | Sovjetunionen  | 1    | 0      | 2     | 3      |
| 11     | Belgien        | 0    | 1      | 1     | 2      |
| 11     | Lettland       | 0    | 1      | 1     | 2      |
| 11     | Ryssland       | 0    | 1      | 1     | 2      |
| 14     | Sydkorea       | 0    | 1      | 0     | 1      |
| 15     | Frankrike      | 0    | 0      | 1     | 1      |
| 15     | Rumänien       | 0    | 0      | 1     | 1      |
| Totalt | Totalt         | 47   | 46     | 47    | 140    |